# 高田村 (広島県)
高田村（たかたむら）は、広島県佐伯郡にあった村。現在の江田島市能美町高田にあたる。

## 地理
- 海洋：江田島湾[2]
- 島嶼：西能美島[2]

## 歴史
- 1889年（明治22年）4月1日、町村制の施行により、佐伯郡高田村が単独で村制施行し、高田村が発足[1][2]。大字は編成せず[2]。
- 明治30年（1897年）代、用水不足により三化メイチュウのため大きな農作物被害が生じた[2]。
- 1955年（昭和30年）4月1日、佐伯郡鹿川町、中村と合併し能美町 を新設して廃止された[1][2]。合併後、能美町大字高田となる[2]。

### 地名の由来
他の島内在村に比べて地が高いため。

## 産業
- 農業[2]
- 1910年（明治43年）高田輪環煉瓦工場創業[2]
- 1913年（大正2年）山本木綿工場創業[2]